# Františkovy Lázně
Františkovy Lázně (tjekkisk udtale [ˈfraɲcɪʃkovɪ ˈlaːzɲɛ] ( ; tysk: Franzensbad ) er en kurby i distriktet Cheb i regionen Karlovy Vary i Tjekkiet med omkring 5.300 indbyggere. Sammen med nabobyerne Karlovy Vary og Mariánské Lázně er det en del af den vestbøhmiske spatrekant. Byens centrum er velbevaret og har siden 1992 været beskyttet som et bymæssigt kulturmonument. I 2021 blev byen en del af det transnationale UNESCO Verdensarvssted under navnet " Europas store kurbadesteder " på grund af dets naturlige kilder og dets arkitektoniske vidnesbyrd om populariteten af kurbyer over hele Europa i det 18. til det 20. århundrede.

## Inddeling
Landsbyerne Aleje-Zátiší, Dlouhé Mosty, Dolní Lomany, Horní Lomany, Krapice, Slatina og Žírovice er administrative dele af Františkovy Lázně.

## Geografi
Františkovy Lázně ligger omkring 5 km nord for Cheb, i den historiske region Egerland. Den ligger i den vestligste del af Cheb-bassinet.
Slatinný-bækken, en biflod til Ohře (Eger), løber gennem kommunen. Området er rigt på fiskedamme. Den største af dem er Amerika. Dens vestlige del med en ø er beskyttet som naturreservat og er en vigtig redeplads og rastested for vandfugle. Den østlige del af dammen bruges til rekreation.

## Kurbadets historie
De omgivende kilders gavnlige virkninger var kendt fra slutningen af 1300-tallet og frem. Lægen Georgius Agricola (1494-1555) nævnte det mineralvand, der er tilgængeligt for Cheb-borgere. Kilderne, hvorfra der ifølge oldtidens lov blev udtaget vand og bragt til byen, blev først brugt lokalt til gavnlige formål. Senere blev vandet også sendt i lertøjsflasker og i 1700 solgte det efter sigende mere vand end alle andre kurbade i imperiet tilsammen. Omkring 1705 blev en kro opført på stedet for en mineralkilde senere kendt som Franzensquelle.
Den 27. april 1793 blev byen officielt grundlagt under navnet Kaiser Franzensdorf, efter kejser Frans 2. og senere omdøbt til Franzensbad. Kurbadet blev grundlagt af den Eger-baserede læge Bernhard Adler (1753-1810). Han fremmede udvidelsen af spa-faciliteter og indkvarteringsmuligheder for dem, der søgte helbredelse og fremmede omdannelsen af det sumpede hedelandskab med stier og gangbroer til velkendte kilder. Byen udlagde omkring 24 kilder i en ortogonal plan.
Da Adler i 1791 fik opført en pavillon og et vandbassin ved Franzensquelle, udløste han Egerer Weibersturm ("Kvindestormen i Eger") hvor talrige kvinder, der tjente deres levebrød ved at øse, transportere og sælge vandet i Eger følte deres rettigheder til vandet truet, rev de hans lokaler ned. Byrådet i Cheb greb ind og gjorde udvidelsen af Franzensbad som et kursted mulig. Resultatet var et omfattende rekreativt område, med nem adgang fra byen Cheb. I 1852 blev kurbadet en selvstændig kommune. 
Johann Wolfgang von Goethe var en af de mest berømte gæster i de tidlige dage; hans besøg i Franzensbad blev udførligt omtalt i bogen skrevet af Johannes Urzidil Goethe i Böhmen (1932). Andre bemærkelsesværdige besøgende var Ludwig van Beethoven, Johann Strauss Jr., Božena Němcová, ærkehertug Karl 1. af Østrig og kejser Frans Joseph 1. af Østrig, som ophøjede Františkovy Lázně til en by i 1865.
I løbet af det 19. århundrede omfattede patienterne adskillige aristokrater, især russiske adelsmænd, og samtidig styrkede kendte læger Franzensbads ry som et terapeutisk udvej. Franzensbad tilbød et af de første tørvemassebade i Europa, populært især blandt kvindelige gæster. Et offentligt kurhus blev bygget i 1827. Forfatteren Marie von Ebner-Eschenbach skildrede hendes ophold i sit tidlige værk Aus Franzensbad i 1858.
Ved overgangen fra det 19. til det 20. århundrede blev kurbadet besøgt af op mod 20.000 patienter og næsten 80.000 kurturister.
Indtil 1918 var byen en del af det Kongeriget Böhmen, kronland i Østrig-Ungarn. Efter 1. verdenskrig begyndte byens ry at falme. Da var kurbadet en del af den nye stat Tjekkoslovakiet, og mistede meget af sin protektion og blev hårdt ramt af den store depression i 1929. Efter Anden Verdenskrig blev den tysktalende befolkning fordrevet under Beneš-dekreterne. Kurbadet, officielt omdøbt til Františkovy Lázně på tjekkisk, blev nationaliseret under kommunistpartiets styre. Efter fløjlsrevolutionen i 1989 blev et aktieselskab etableret for at genoplive Františkovy Lázněs status som et mødested for internationale gæster.
Det lokale spa-selskab er det største spa-selskab i Tjekkiet. Det forener otte spahuse og hoteller med en kapacitet på omkring 1.500 senge. Det drev 24 mineralske kilder, hvoraf 12 stadig er i drift.

## Kultur
Bybilledet i Františkovy Lázně er i vid udstrækning formet af nyklassicistiske bygninger og belle époque- bygninger fra Habsburg-æraen, samt af udvidede parker og haver med talrige kilder og badehuse.
Det Sociale Hus er den dominerende del af spa-centret. Det blev bygget i 1877 i nyrenæssancestil. Det er mødested for kongresser, baller og andre sociale arrangementer, og bygningen huser også et kasino.
Teater i Božena Němcová blev bygget i det nuværende område i 1868. Ny teaterbygning blev bygget i nyklassisk stil i 1927-1928, og interiøret blev dekoreret i art deco- stil.
Byen har to museer: Bymuseet og det lille museum for motorcykler og biler.